# Ecnomios papuensis
Ecnomios papuensis är en stekelart som beskrevs av Mason 1979. Ecnomios papuensis ingår i släktet Ecnomios och familjen bracksteklar. Inga underarter finns listade i Catalogue of Life.